# Adrienne Frost
Adrienne Frost, è un personaggio dei fumetti, creato da Jay Faerber (testi) e Terry Dodson (disegni) nel 1999, pubblicato dalla Marvel Comics. La sua prima apparizione risale alla serie Generation X n. 48.

## Biografia del personaggio
Adrienne è la maggiore dei fratelli Frost, ambiziosa e fredda, crebbe in una famiglia senza amore ma molto benestante: il suo scopo era quello di diventare la "figlia perfetta" agli occhi del padre e poterne poi controllare l'eredità. Il compito sembrava facile: Emma, la seconda sorella era definita una "ribelle", Christian era omosessuale e malvisto dal padre mentre l'ultima sorella, Cordelia, faceva di tutto per irritare i genitori. Tuttavia, con grande sorpresa il padre scelse Emma per succedergli: lei rifiutò e Adrienne venne scelta come erede ma nonostante questo da qui in poi nutrirà profonda avversione per la bionda telepate.
Per un po' dirigerà la Frost Enterprise, l'azienda del padre, ma successivamente tornerà nella vita della sorella: Emma ha infatti bisogno di soldi per riaprire la Massachusetts Academy. Adrienne accetta di prestare il denaro ma alla condizione di diventare co-direttrice. Dopo varie peripezie diventa chiaro che l'intento di Adrienne è vendicarsi della sorella: piazzate alcune bombe nella scuola (che non arrecano danni agli studenti grazie al sacrificio di Synch) viene uccisa dalla stessa Emma con un colpo di pistola in testa. L'uccisione della sorella porterà poi ad una frattura tra Emma ed i suoi studenti quando verrà scoperta. Emma eredita poi la fortuna della famiglia.

## Poteri e abilità
Adrienne possedeva il potere mutante della psicometria: poteva, toccando un oggetto, conoscerne istantaneamente la storia. poteva venire a conoscenza di fatti legati ai vecchi proprietari dell'oggetto, degli eventi avvenuti nei dintorni dell'oggetto e anche del futuro dei suoi proprietari. Ciò permise ad Adrienne di avere informazioni private, di spiare e ricattare le persone: grazie ai suoi talenti riuscì anche ad arricchirsi ulteriormente. È completamente immune alla telepatia di Emma e all'empatia di Cordelia, ciò era dovuto allo "status fraterno" (Siblings Status), cioè la condizione genetica che non permetteva a consanguinei di utilizzare i propri poteri l'uno contro l'altro.